# Монте-Порцио
Монте-Порцио (итал. Monte Porzio) — коммуна в Италии, располагается в регионе Марке, в провинции Пезаро-э-Урбино.
Население составляет 2731 человек (2008 г.), плотность населения составляет 149 чел./км². Занимает площадь 18 км². Почтовый индекс — 61040. Телефонный код — 0721.
Покровителем коммуны почитается Архангел Михаил, празднование 29 сентября.

## Демография
Динамика населения:

## Администрация коммуны
- Официальный сайт: http://www.comune.monte-porzio.pu.it